# Sauviac (Gers)
Pour les articles homonymes, voir Sauviac.
Sauviac (Sauviac en gascon) est une commune française située dans le sud du département du Gers en région Occitanie. Sur le plan historique et culturel, la commune est dans le pays d'Astarac, un territoire du sud gersois très vallonné, au sol argileux, qui longe le plateau de Lannemezan.
Exposée à un climat océanique altéré, elle est drainée par la Baïse, la Baisole et par divers autres petits cours d'eau. La commune possède un patrimoine naturel remarquable composé d'une zone naturelle d'intérêt écologique, faunistique et floristique.
Sauviac est une commune rurale qui compte 105 habitants en 2022, après avoir connu un pic de population de 401 habitants en 1831.  Elle fait partie de l'aire d'attraction d'Auch. Ses habitants sont appelés les Sauviacais ou  Sauviacaises.

## Géographie

### Localisation
Commune de Gascogne située sur la Baïsole.

### Communes limitrophes
Les communes limitrophes sont  Lagarde-Hachan, Montaut, Saint-Michel, Saint-Élix-Theux et Viozan.
| Saint-Michel | Saint-Élix-Theux |                |
| Montaut      | Sauviac          | Lagarde-Hachan |
|              | Viozan           |                |

### Géologie et relief
Sauviac se situe en zone de sismicité 2 (sismicité faible).

### Hydrographie

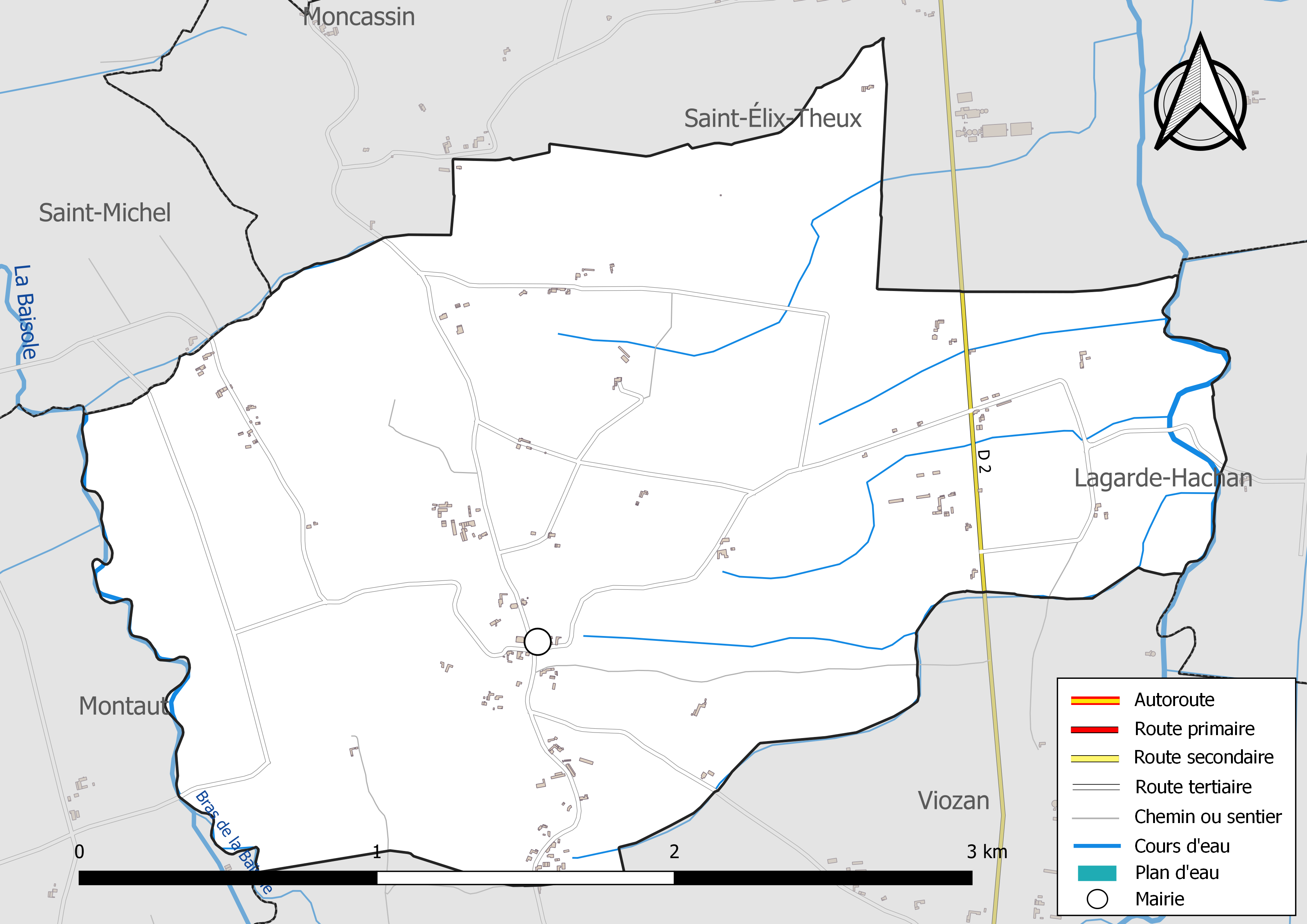
Réseaux hydrographique et routier de Sauviac.

La commune est dans le bassin de la Garonne, au sein du bassin hydrographique Adour-Garonne. Elle est drainée par la Baïse, la Baisole, un bras de la Baïsole, le ruisseau de Cassagnebère et par divers petits cours d'eau, qui constituent un réseau hydrographique de 8 km de longueur totale,.
La Baïse, d'une longueur totale de 187,6 km, prend sa source dans la commune de Capvern et s'écoule vers le nord. Elle traverse la commune et se jette dans la Garonne à Saint-Léger, après avoir traversé 52 communes.
La Baisole, d'une longueur totale de 47,2 km, prend sa source dans la commune de Campistrous et s'écoule vers le nord. Elle traverse la commune et se jette dans la Baïse à Saint-Michel, après avoir traversé 21 communes.

### Climat
Pour des articles plus généraux, voir Climat de l'Occitanie et Climat du Gers.
En 2010, le climat de la commune est de type climat océanique altéré, selon une étude s'appuyant sur une série de données couvrant la période 1971-2000. En 2020, Météo-France publie une typologie des climats de la France métropolitaine dans laquelle la commune est toujours exposée à un climat océanique altéré et est dans la région climatique Aquitaine, Gascogne, caractérisée par une pluviométrie abondante au printemps, modérée en automne, un faible ensoleillement au printemps, un été chaud (19,5 °C), des vents faibles, des brouillards fréquents en automne et en hiver et des orages fréquents en été (15 à 20 jours).
Pour la période 1971-2000, la température annuelle moyenne est de 12,9 °C, avec une amplitude thermique annuelle de 15 °C. Le cumul annuel moyen de précipitations est de 848 mm, avec 10,6 jours de précipitations en janvier et 6,4 jours en juillet. Pour la période 1991-2020, la température moyenne annuelle observée sur la station météorologique la plus proche, située sur la commune de Sadeillan à 9 km à vol d'oiseau, est de 13,6 °C et le cumul annuel moyen de précipitations est de 900,9 mm,. Pour l'avenir, les paramètres climatiques de la commune estimés pour 2050 selon différents scénarios d'émission de gaz à effet de serre sont consultables sur un site dédié publié par Météo-France en novembre 2022.

### Milieux naturels et biodiversité

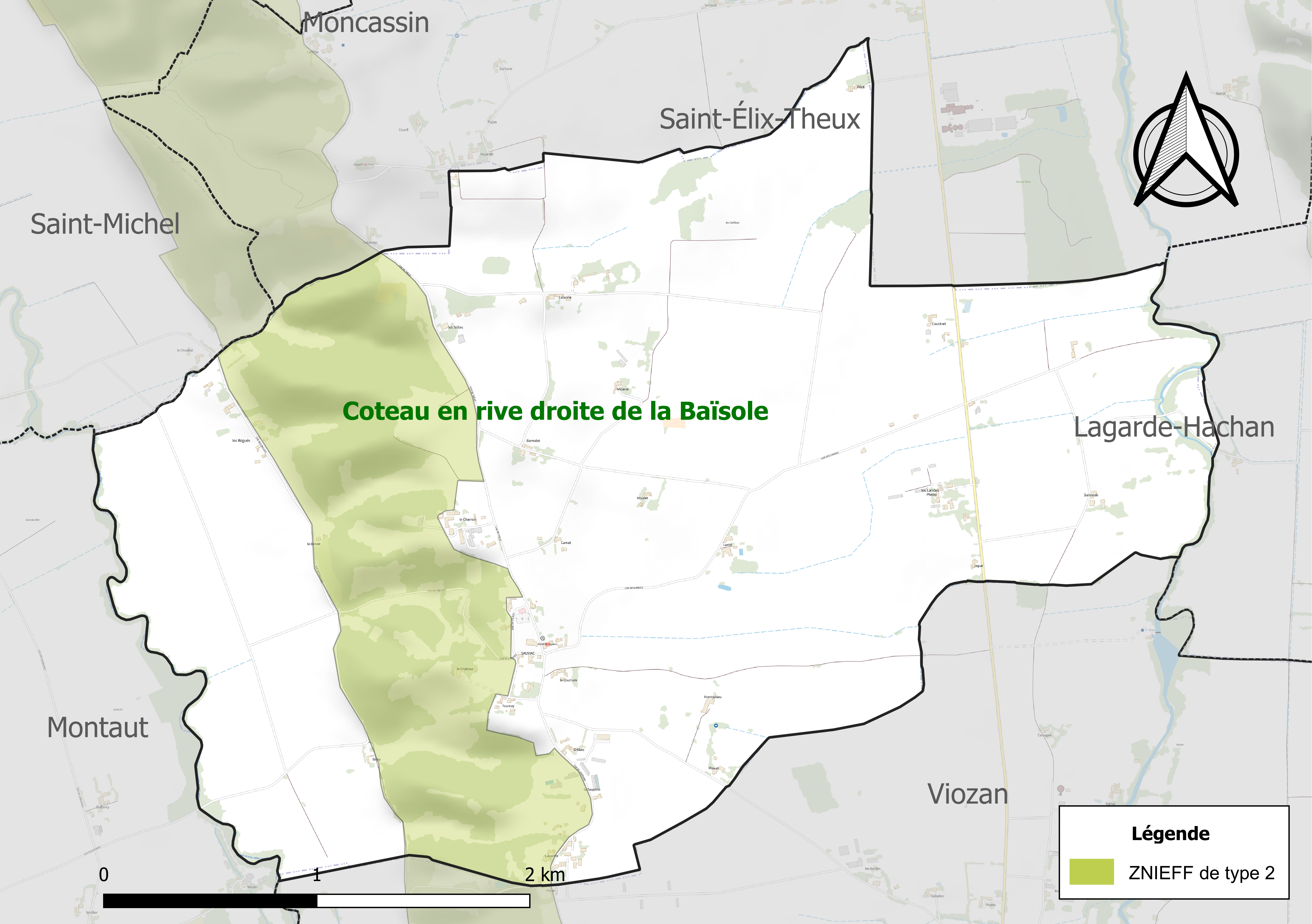
Carte de la ZNIEFF de type 2 localisée sur la commune.

L’inventaire des zones naturelles d'intérêt écologique, faunistique et floristique (ZNIEFF) a pour objectif de réaliser une couverture des zones les plus intéressantes sur le plan écologique, essentiellement dans la perspective d’améliorer la connaissance du patrimoine naturel national et de fournir aux différents décideurs un outil d’aide à la prise en compte de l’environnement dans l’aménagement du territoire.
Une ZNIEFF de type 2 est recensée sur la commune :
le « coteau en rive droite de la Baïsole » (587 ha), couvrant 7 communes du département.

## Urbanisme

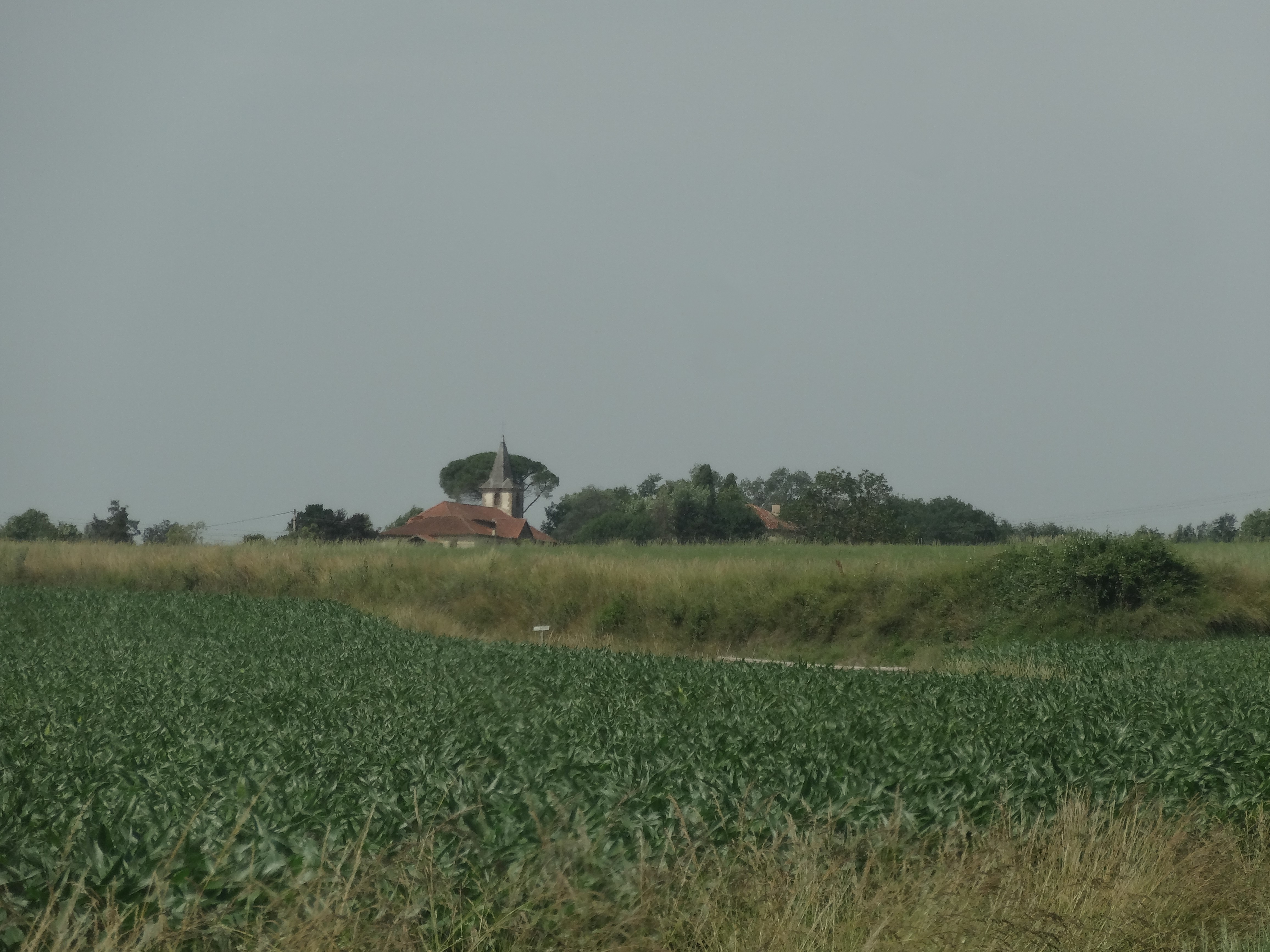
La commune s'inscrit dans un cadre rural.

### Typologie
Au 1er janvier 2024, Sauviac est catégorisée commune rurale à habitat très dispersé, selon la nouvelle grille communale de densité à sept niveaux définie par l'Insee en 2022.
Elle est située hors unité urbaine. Par ailleurs la commune fait partie de l'aire d'attraction d'Auch, dont elle est une commune de la couronne,. Cette aire, qui regroupe 112 communes, est catégorisée dans les aires de 50 000 à moins de 200 000 habitants,.

### Occupation des sols
L'occupation des sols de la commune, telle qu'elle ressort de la base de données européenne d’occupation biophysique des sols Corine Land Cover (CLC), est marquée par l'importance des territoires agricoles (90 % en 2018), une proportion identique à celle de 1990 (90 %). La répartition détaillée en 2018 est la suivante : 
terres arables (73,2 %), zones agricoles hétérogènes (16,9 %), forêts (10 %). L'évolution de l’occupation des sols de la commune et de ses infrastructures peut être observée sur les différentes représentations cartographiques du territoire : la carte de Cassini (XVIIIe siècle), la carte d'état-major (1820-1866) et les cartes ou photos aériennes de l'IGN pour la période actuelle (1950 à aujourd'hui).

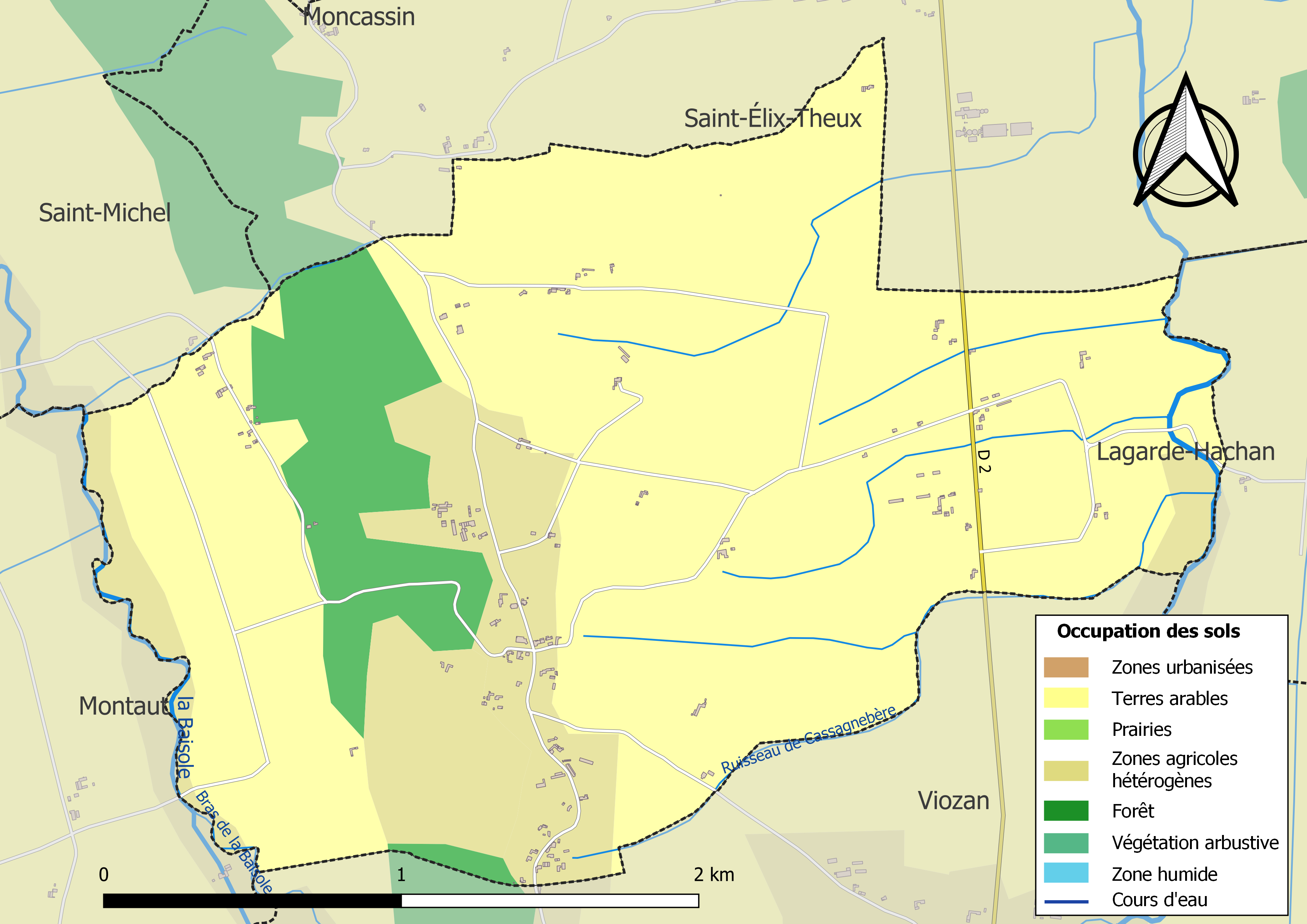
Carte des infrastructures et de l'occupation des sols de la commune en 2018 (CLC).

### Voies de communication et transports

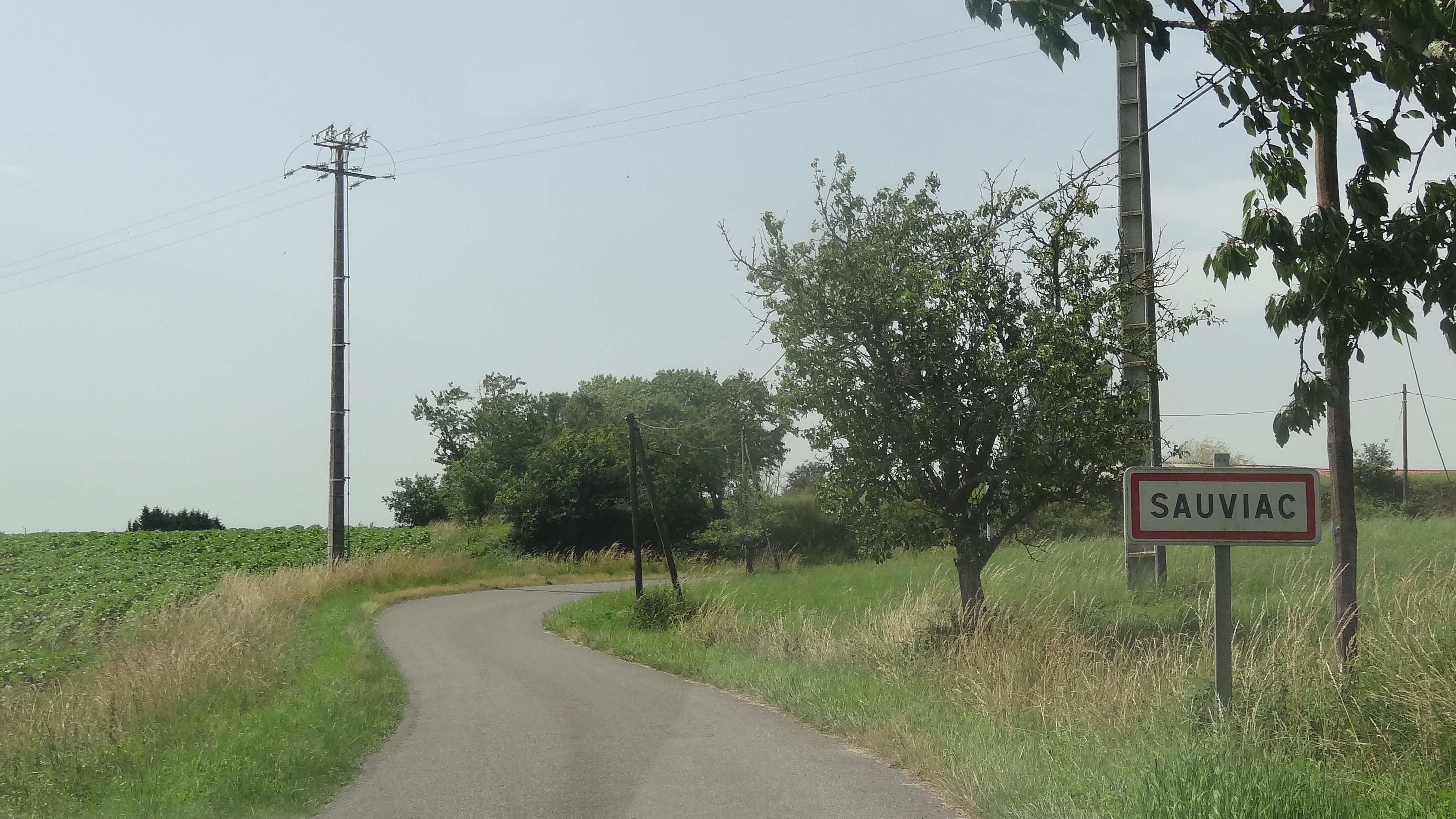
Entrée est du village.

### Risques majeurs
Le territoire de la commune de Sauviac est vulnérable à différents aléas naturels : météorologiques (tempête, orage, neige, grand froid, canicule ou sécheresse) et séisme (sismicité faible). Il est également exposé à un risque technologique, la rupture d'un barrage. Un site publié par le BRGM permet d'évaluer simplement et rapidement les risques d'un bien localisé soit par son adresse soit par le numéro de sa parcelle.

#### Risques naturels

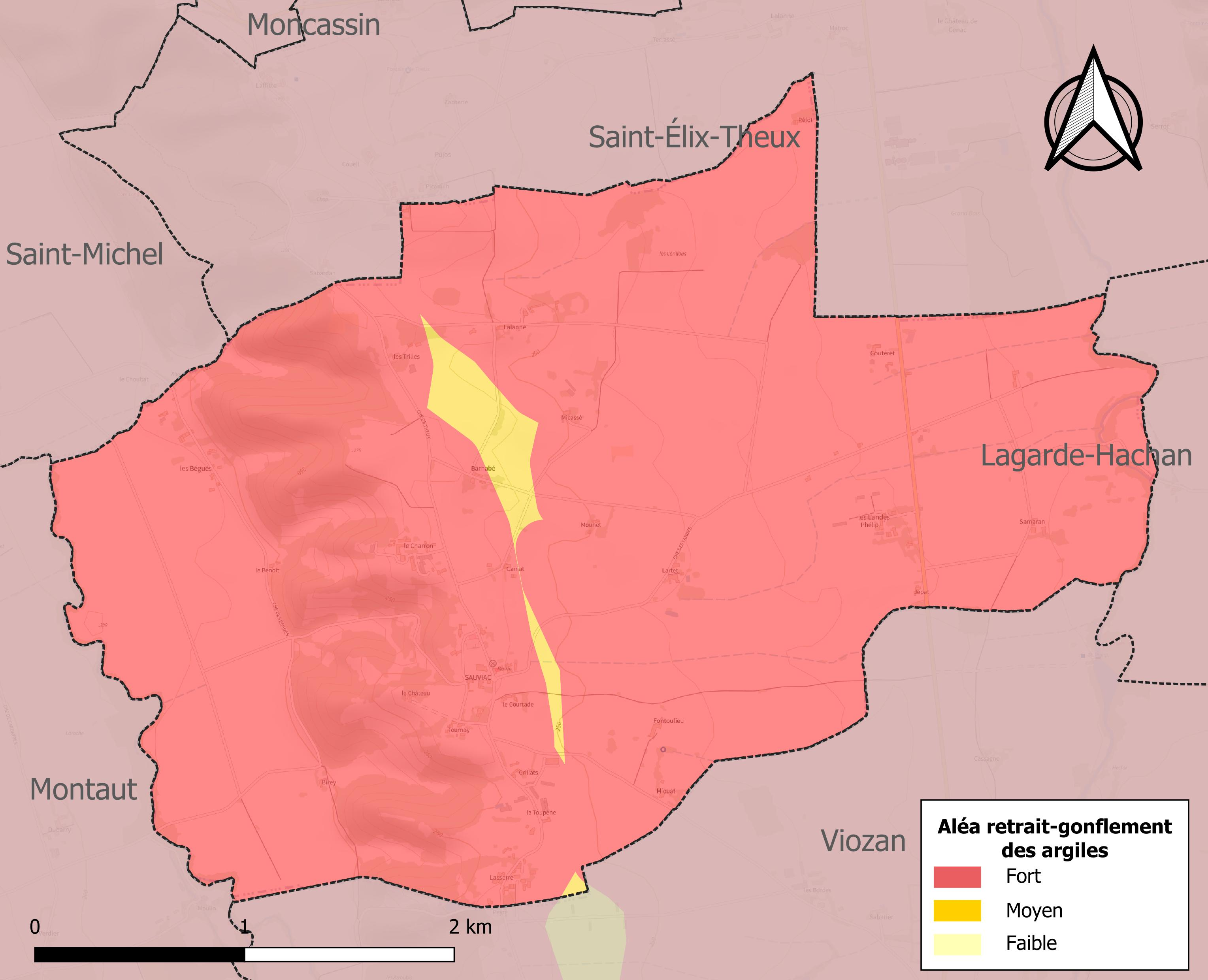
Carte des zones d'aléa retrait-gonflement des sols argileux de Sauviac.

Le retrait-gonflement des sols argileux est susceptible d'engendrer des dommages importants aux bâtiments en cas d’alternance de périodes de sécheresse et de pluie. La totalité de la commune est en aléa moyen ou fort (94,5 % au niveau départemental et 48,5 % au niveau national). Sur les 65 bâtiments dénombrés sur la commune en 2019, 65 sont en aléa moyen ou fort, soit 100 %, à comparer aux 93 % au niveau départemental et 54 % au niveau national. Une cartographie de l'exposition du territoire national au retrait gonflement des sols argileux est disponible sur le site du BRGM,.
Par ailleurs, afin de mieux appréhender le risque d’affaissement de terrain, l'inventaire national des cavités souterraines permet de localiser celles situées sur la commune.
La commune a été reconnue en état de catastrophe naturelle au titre des dommages causés par les inondations et coulées de boue survenues en 1999, 2009 et 2014. Concernant les mouvements de terrains, la commune a été reconnue en état de catastrophe naturelle au titre des dommages causés par la sécheresse en 1989 et par des mouvements de terrain en 1999.

#### Risques technologiques
La commune est en outre située en aval du barrage de Puydarrieux, un ouvrage de classe A disposant d'une retenue de 14,5 millions de mètres cubes. À ce titre elle est susceptible d’être touchée par l’onde de submersion consécutive à la rupture de cet ouvrage.

## Histoire
Les coutumes de la cité de Sauviac, datées de 1563, sont conservées aux Archives départementales du Gers, à Auch.

## Politique et administration

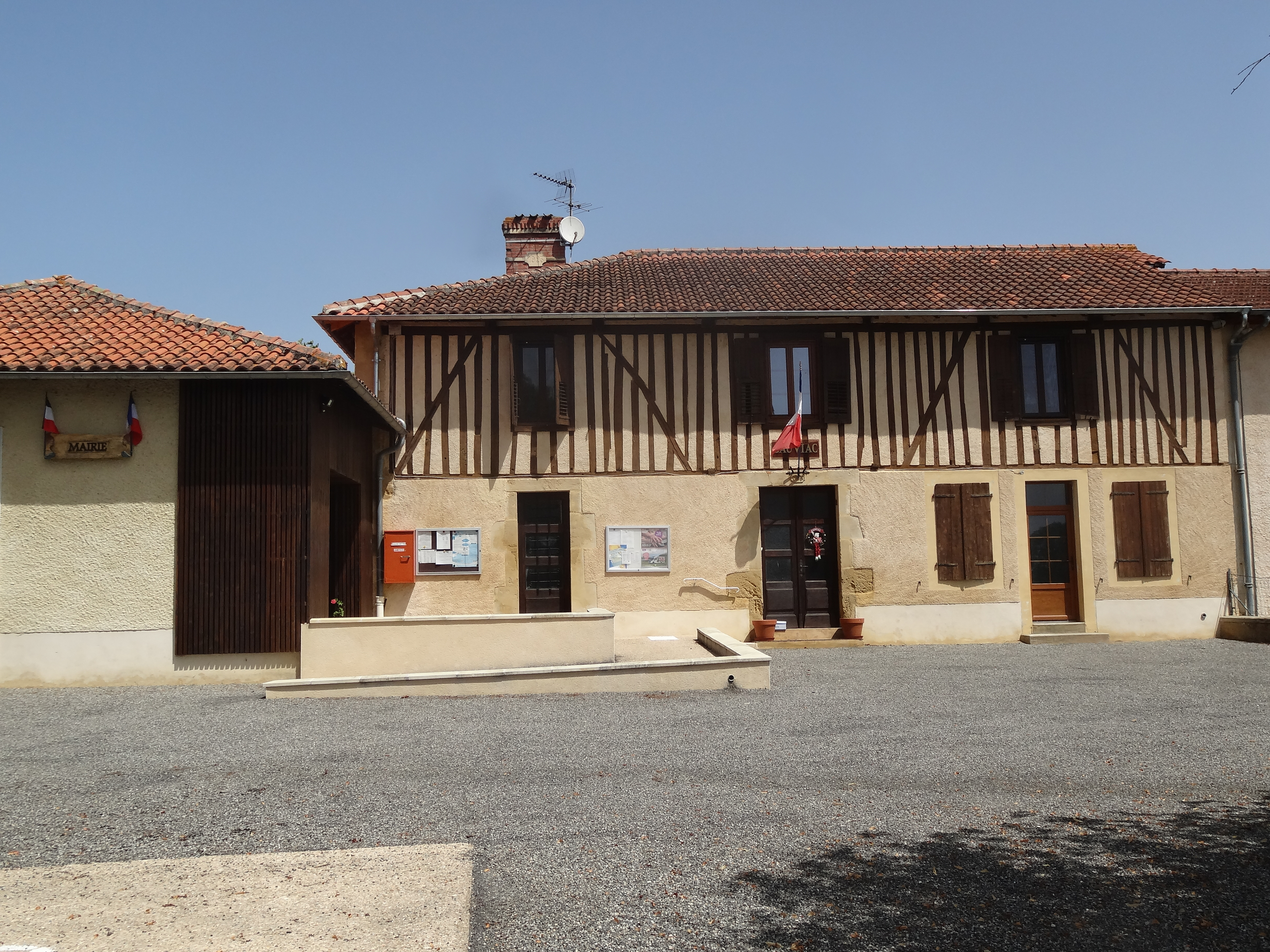
La mairie en 2019.

### Manifestations culturelles et festivités

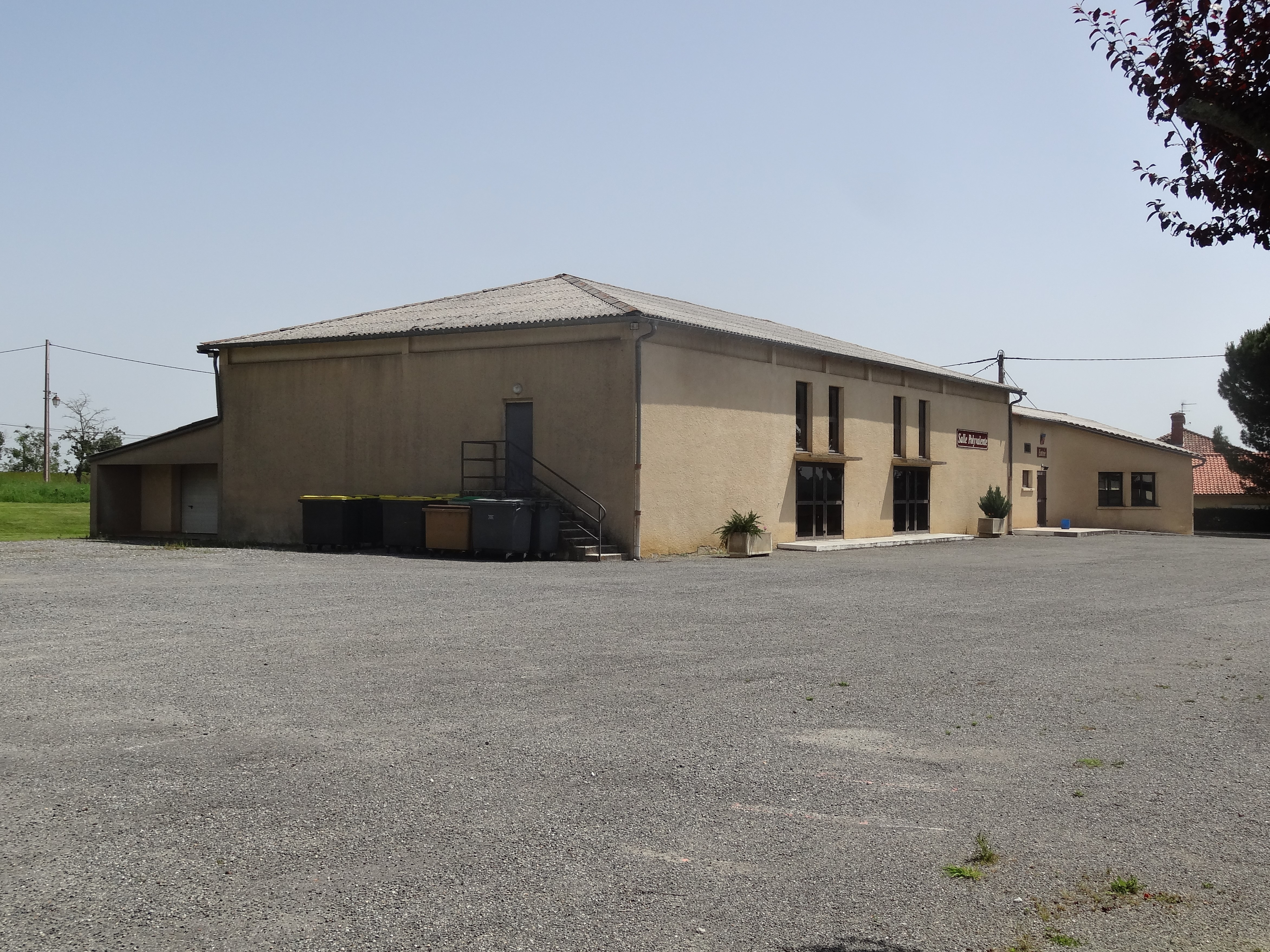
La salle des fêtes.

## Population et société

### Démographie
| 1793 | 1800 | 1806 | 1821 | 1831 | 1841 | 1846 | 1851 | 1856 |
| ---- | ---- | ---- | ---- | ---- | ---- | ---- | ---- | ---- |
| 269  | 219  | 310  | 348  | 401  | 384  | 382  | 381  | 379  |

| 1861 | 1866 | 1872 | 1876 | 1881 | 1886 | 1891 | 1896 | 1901 |
| ---- | ---- | ---- | ---- | ---- | ---- | ---- | ---- | ---- |
| 369  | 354  | 329  | 312  | 297  | 277  | 252  | 271  | 272  |

| 1906 | 1911 | 1921 | 1926 | 1931 | 1936 | 1946 | 1954 | 1962 |
| ---- | ---- | ---- | ---- | ---- | ---- | ---- | ---- | ---- |
| 259  | 227  | 204  | 213  | 206  | 195  | 182  | 171  | 169  |

| 1968 | 1975 | 1982 | 1990 | 1999 | 2006 | 2008 | 2013 | 2018 |
| ---- | ---- | ---- | ---- | ---- | ---- | ---- | ---- | ---- |
| 148  | 144  | 130  | 132  | 134  | 115  | 110  | 112  | 108  |

| 2022 | - | - | - | - | - | - | - | - |
| ---- | - | - | - | - | - | - | - | - |
| 105  | - | - | - | - | - | - | - | - |

### Enseignement
Sauviac fait partie de l'académie de Toulouse.

## Économie

### Emploi
|                | 2008  | 2013  | 2018  |
| -------------- | ----- | ----- | ----- |
| Commune        | 3,2 % | 3,3 % | 9,3 % |
| Département    | 6,1 % | 7,5 % | 8,2 % |
| France entière | 8,3 % | 10 %  | 10 %  |

En 2018, la population âgée de 15 à 64 ans s'élève à 54 personnes, parmi lesquelles on compte 87 % d'actifs (77,8 % ayant un emploi et 9,3 % de chômeurs) et 13 % d'inactifs,. En  2018, le taux de chômage communal (au sens du recensement) des 15-64 ans est supérieur à celui du département, mais inférieur à celui de la France, alors qu'il était inférieur à celui du département et de la France en 2008.
La commune fait partie de la couronne de l'aire d'attraction d'Auch, du fait qu'au moins 15 % des actifs travaillent dans le pôle,. Elle compte 19 emplois en 2018, contre 30 en 2013 et 34 en 2008. Le nombre d'actifs ayant un emploi résidant dans la commune est de 43, soit un indicateur de concentration d'emploi de 44,5 % et un taux d'activité parmi les 15 ans ou plus de 52,7 %.
Sur ces 43 actifs de 15 ans ou plus ayant un emploi, 12 travaillent dans la commune, soit 28 % des habitants. Pour se rendre au travail, 83,7 % des habitants utilisent un véhicule personnel ou de fonction à quatre roues, 2,3 % les transports en commun et 14 % n'ont pas besoin de transport (travail au domicile).

### Activités hors agriculture
9 établissements sont implantés  à Sauviac au 31 décembre 2019.
Le secteur de l'industrie manufacturière, des industries extractives et autres est prépondérant sur la commune puisqu'il représente 33,3 % du nombre total d'établissements de la commune (3 sur les 9 entreprises implantées  à Sauviac), contre 12,3 % au niveau départemental.

### Agriculture
La commune est dans l'Astarac, une petite région agricole englobant tout le Sud du département du Gers, un quart de sa superficie, et correspondant au pied de lʼéventail gascon. En 2020, l'orientation technico-économique de l'agriculture  sur la commune est l'élevage de volailles.
|               | 1988 | 2000 | 2010 | 2020 |
| ------------- | ---- | ---- | ---- | ---- |
| Exploitations | 19   | 17   | 15   | 13   |
| SAU (ha)      | 612  | 630  | 676  | 668  |

Le nombre d'exploitations agricoles en activité et ayant leur siège dans la commune est passé de 19 lors du recensement agricole de 1988  à 17 en 2000 puis à 15 en 2010 et enfin à 13 en 2020, soit une baisse de 32 % en 32 ans. Le même mouvement est observé à l'échelle du département qui a perdu pendant cette période 51 % de ses exploitations,. La surface agricole utilisée sur la commune a quant à elle augmenté, passant de 612 ha en 1988 à 668 ha en 2020. Parallèlement la surface agricole utilisée moyenne par exploitation a augmenté, passant de 32 à 51 ha.

## Culture locale et patrimoine

### Lieux et monuments
- Église de l'Assomption.

L'église de l'Assomption
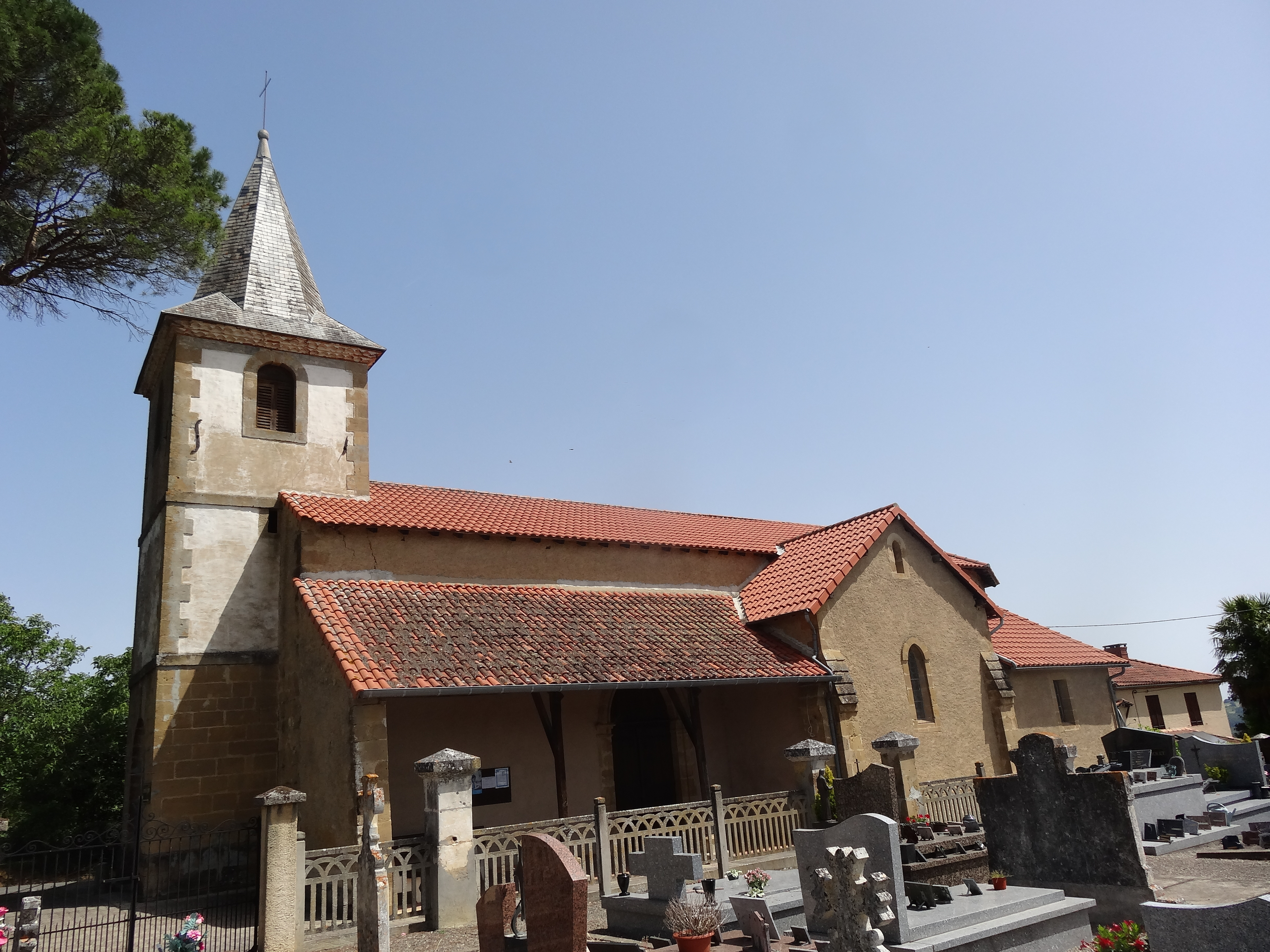
L’église et le cimetière adjacent.
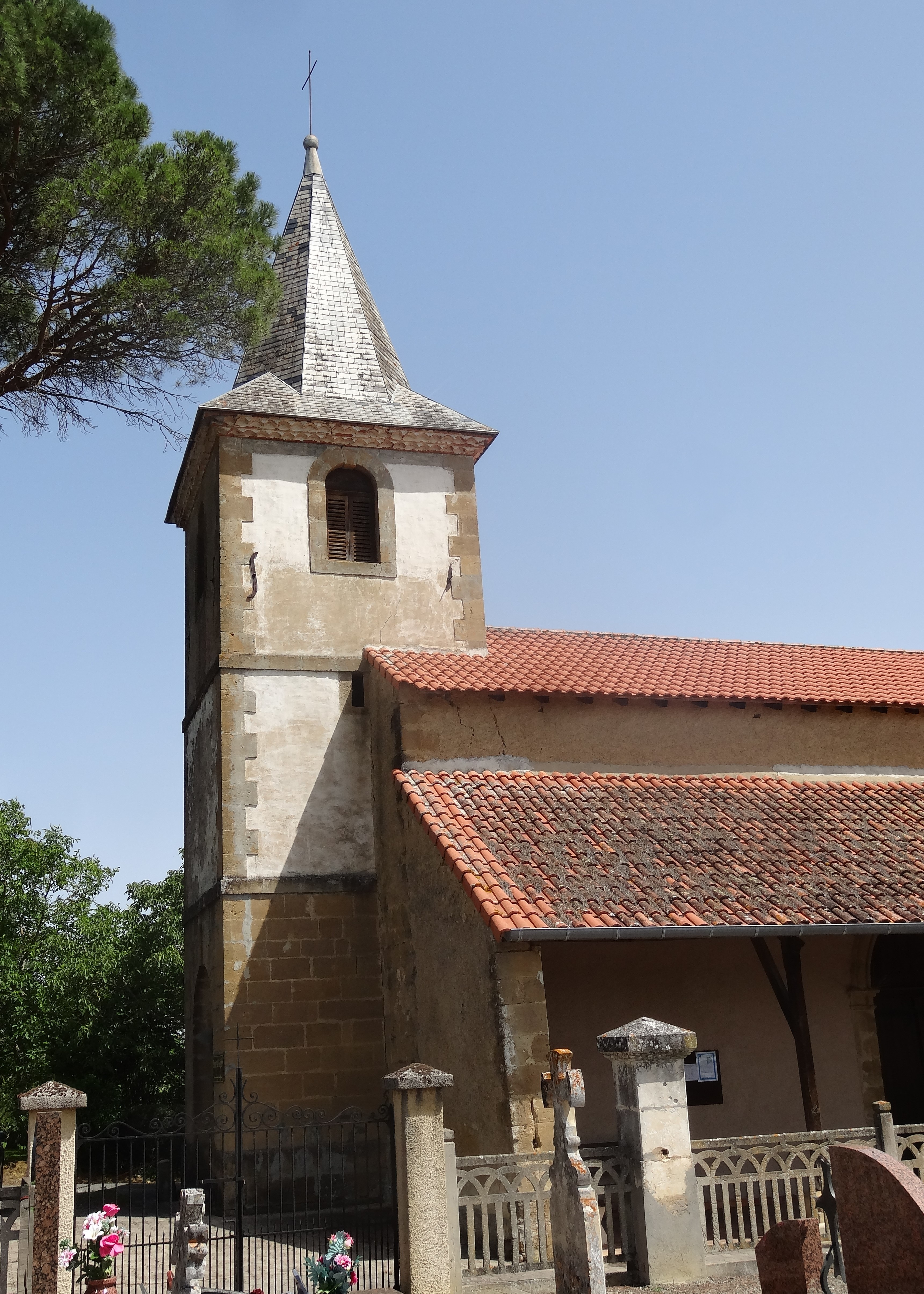
Le clocher.
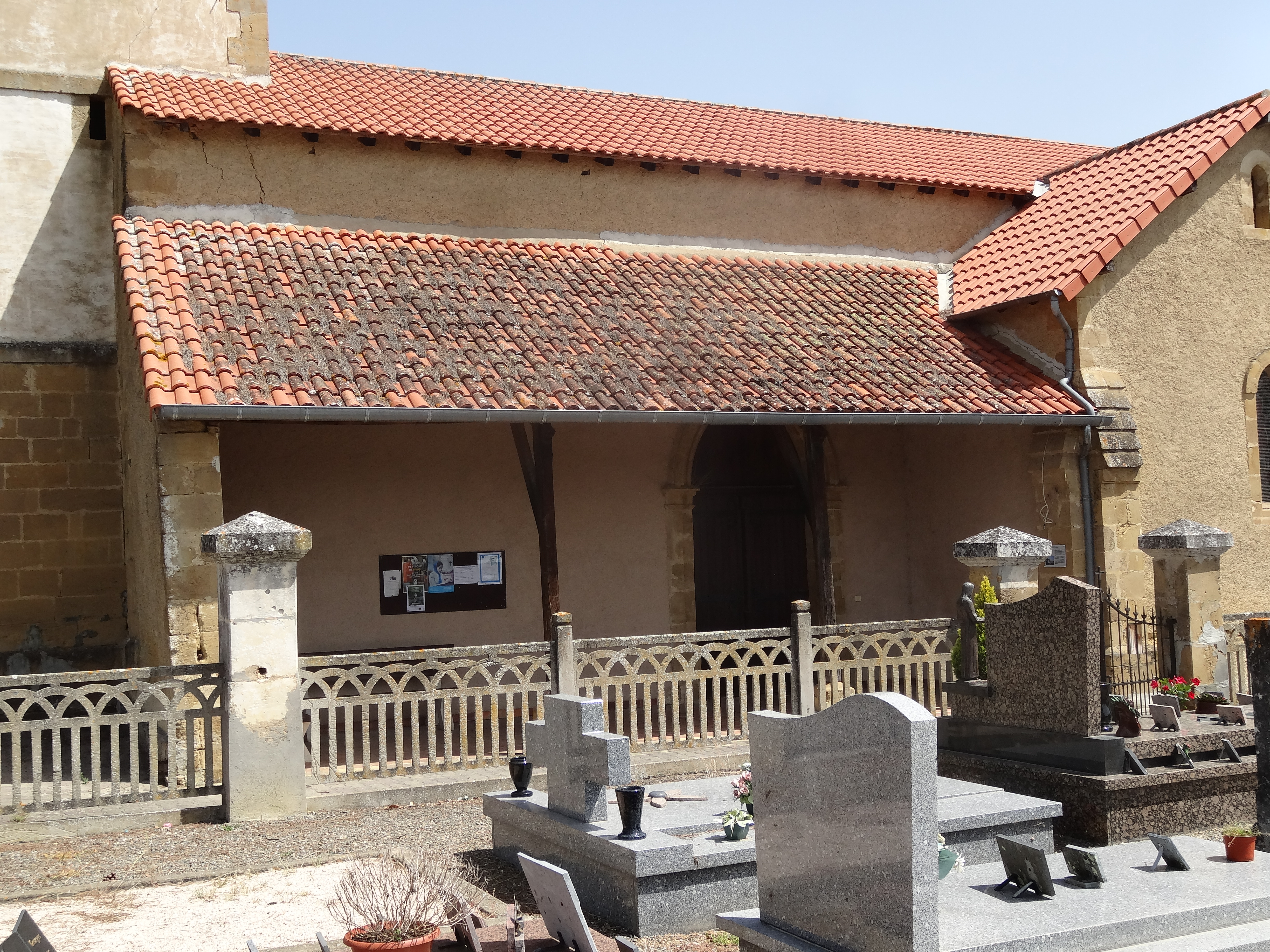
L'emban.
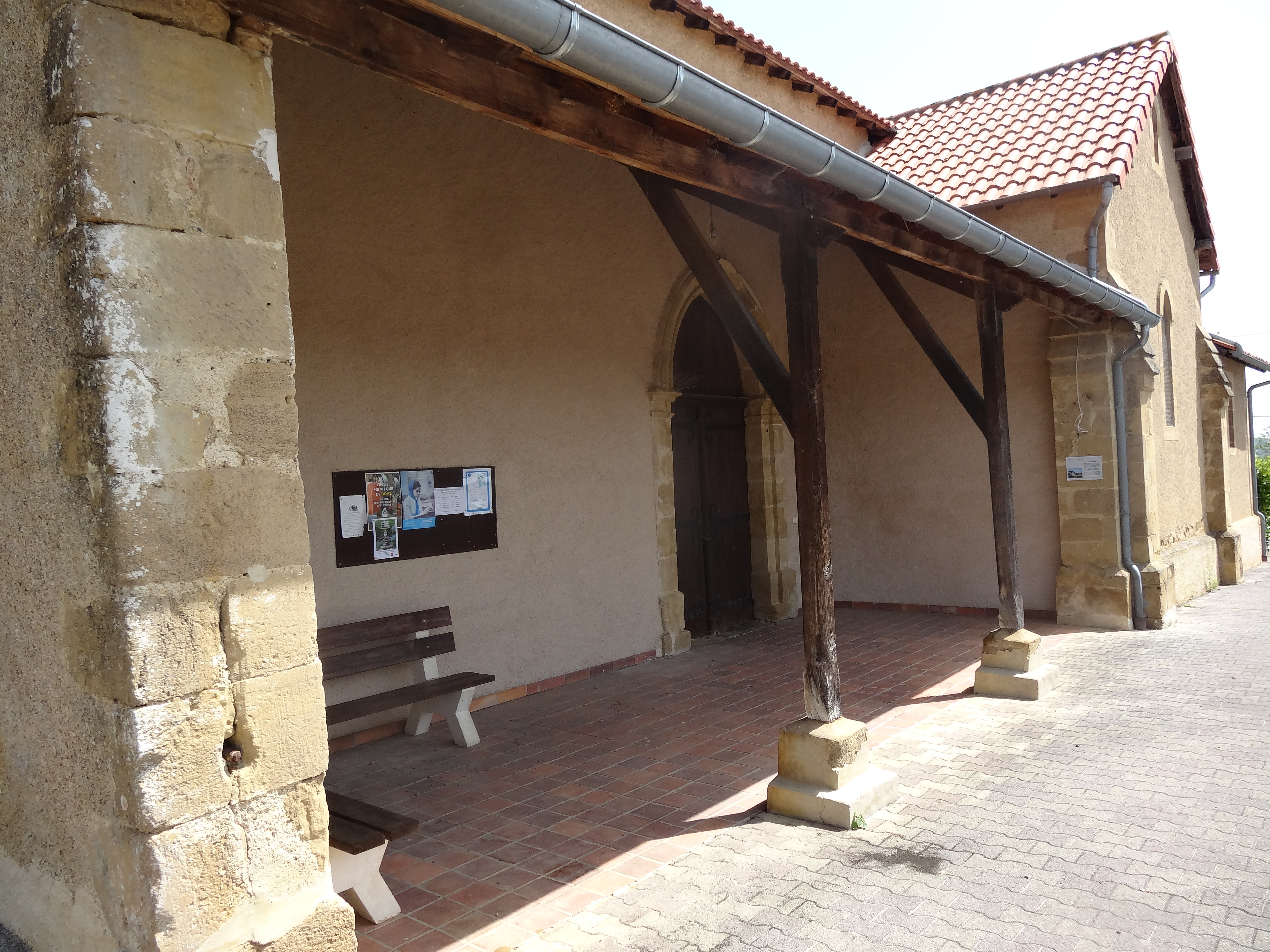
Vue rapprochée sur l’emban.
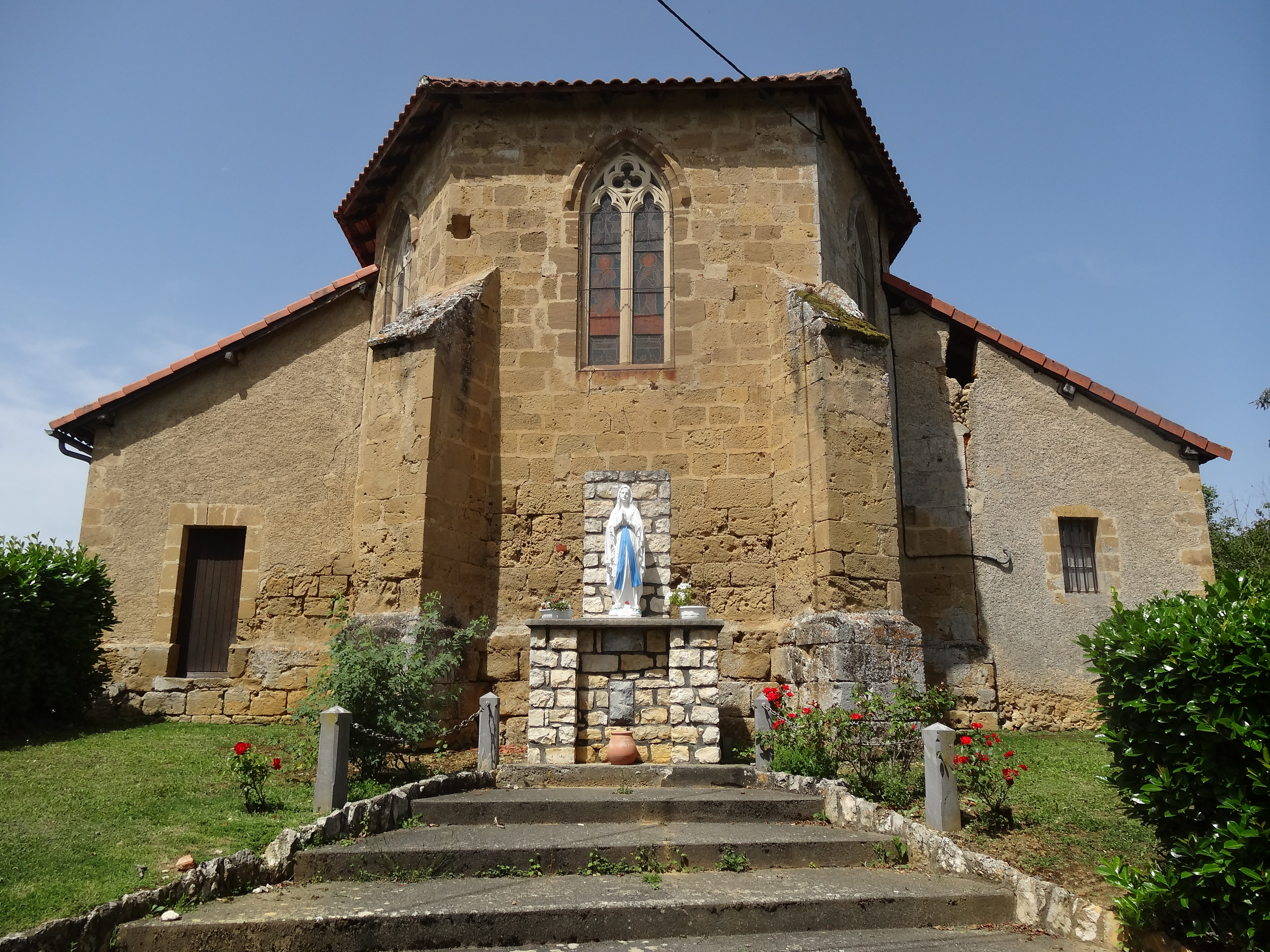
Le chevet avec une statue de la Vierge Marie.

- Château de Sauviac. Encore figuré sur le cadastre de 1823[34] et sur la carte IGN de 1950[35], le château présentait une cour quadrangulaire fermée des quatre côtés. La mention « Le Château » sur la carte IGN actuelle ne correspond pas à l’emplacement de cette maison, qui se dressait sur la motte castrale à proximité de l'actuelle maison « Le Tournay ». Aucun vestige de l'ancien château n'est aujourd'hui visible en élévation.

Autres lieux et monuments
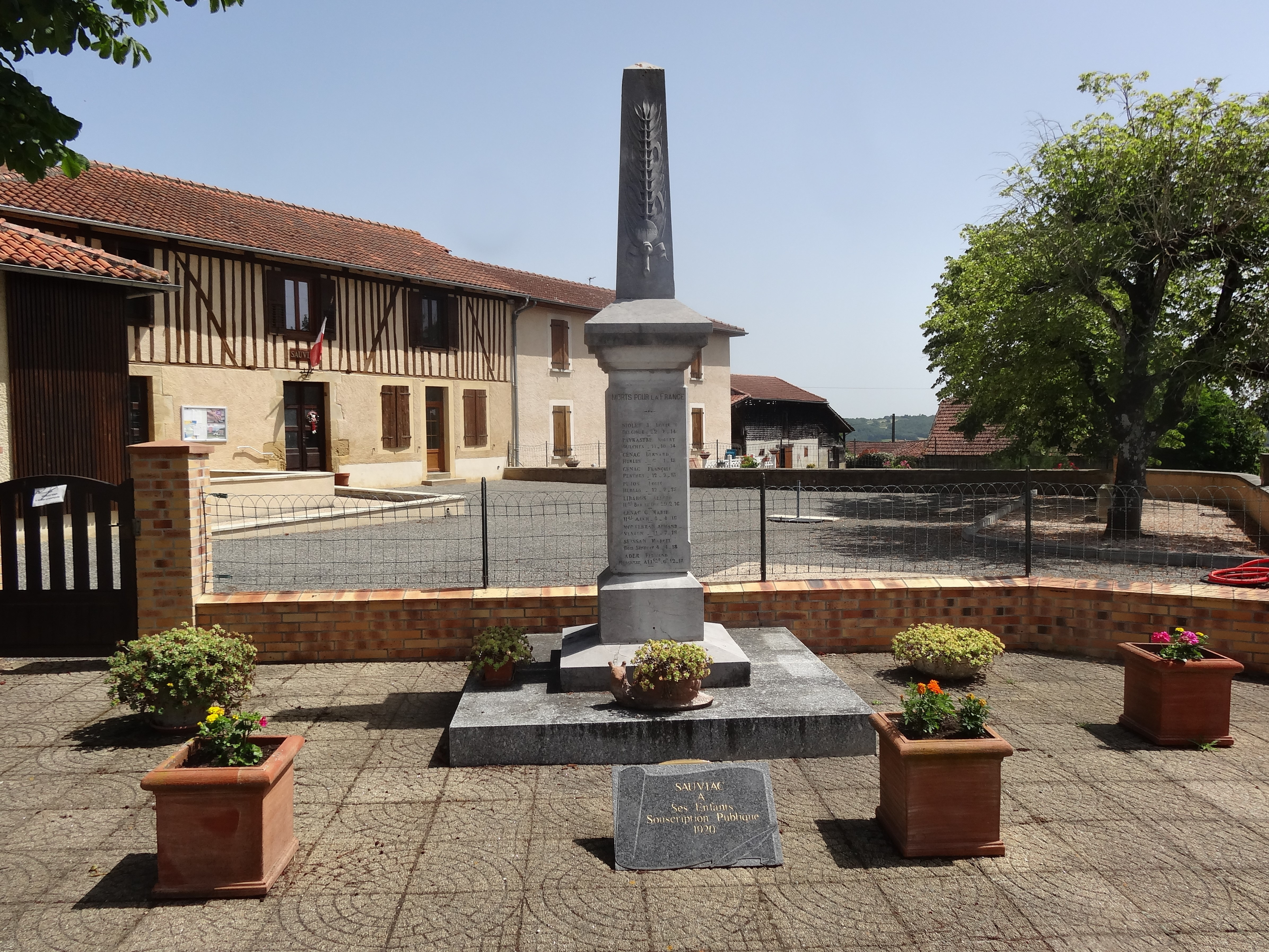
Le monument aux morts.
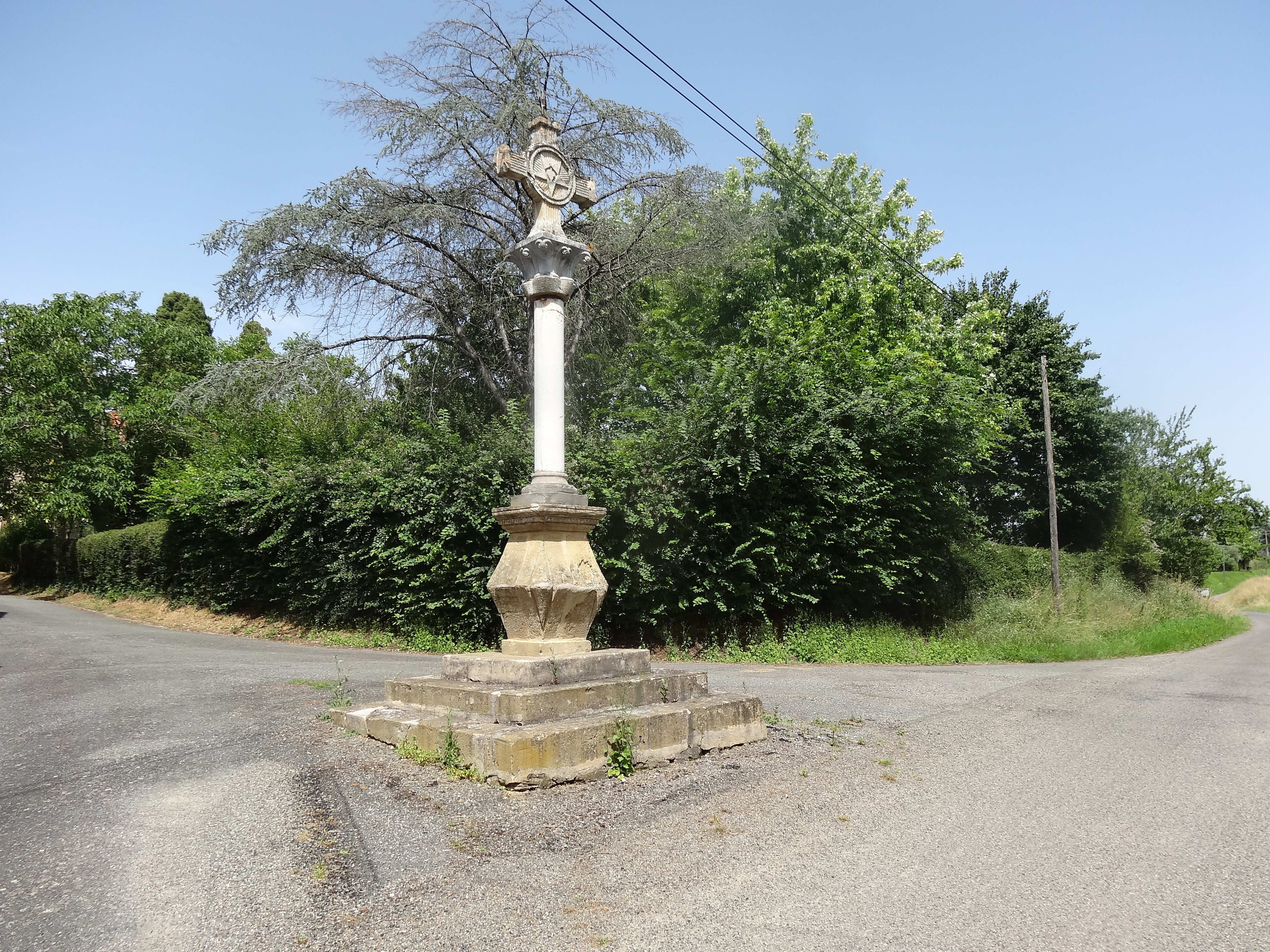
Croix de carrefour.
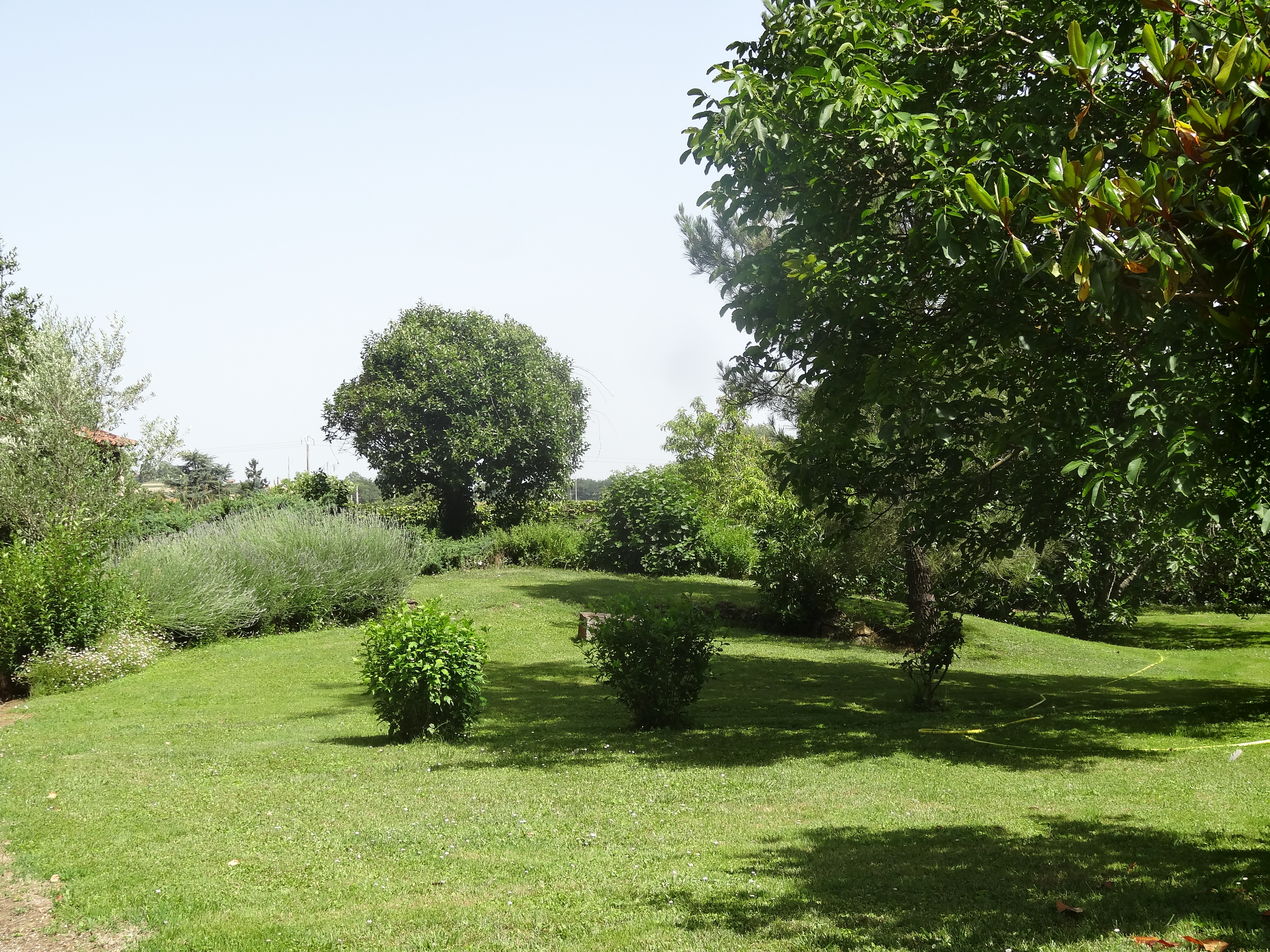
Motte.
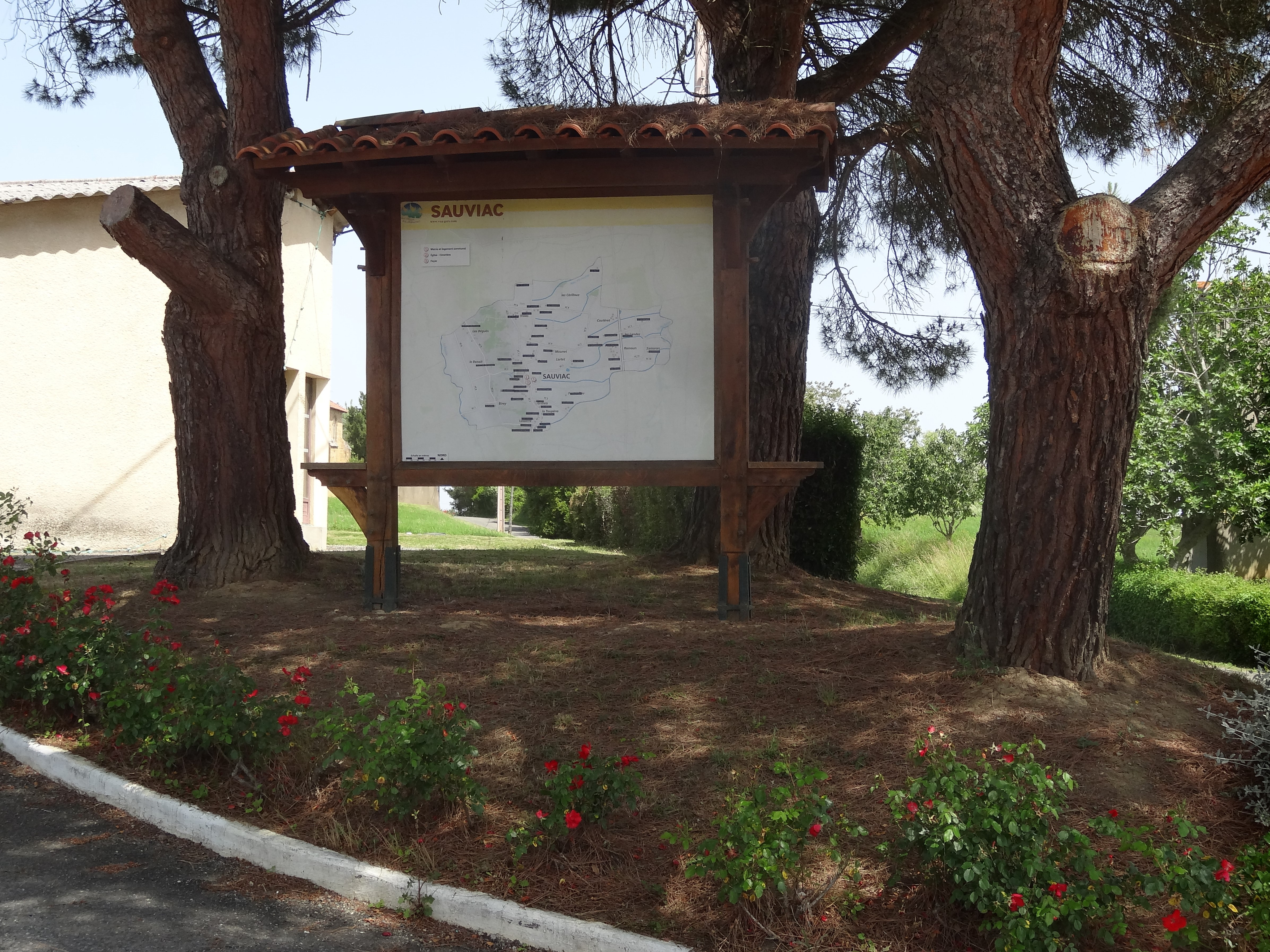
Plan de la commune.
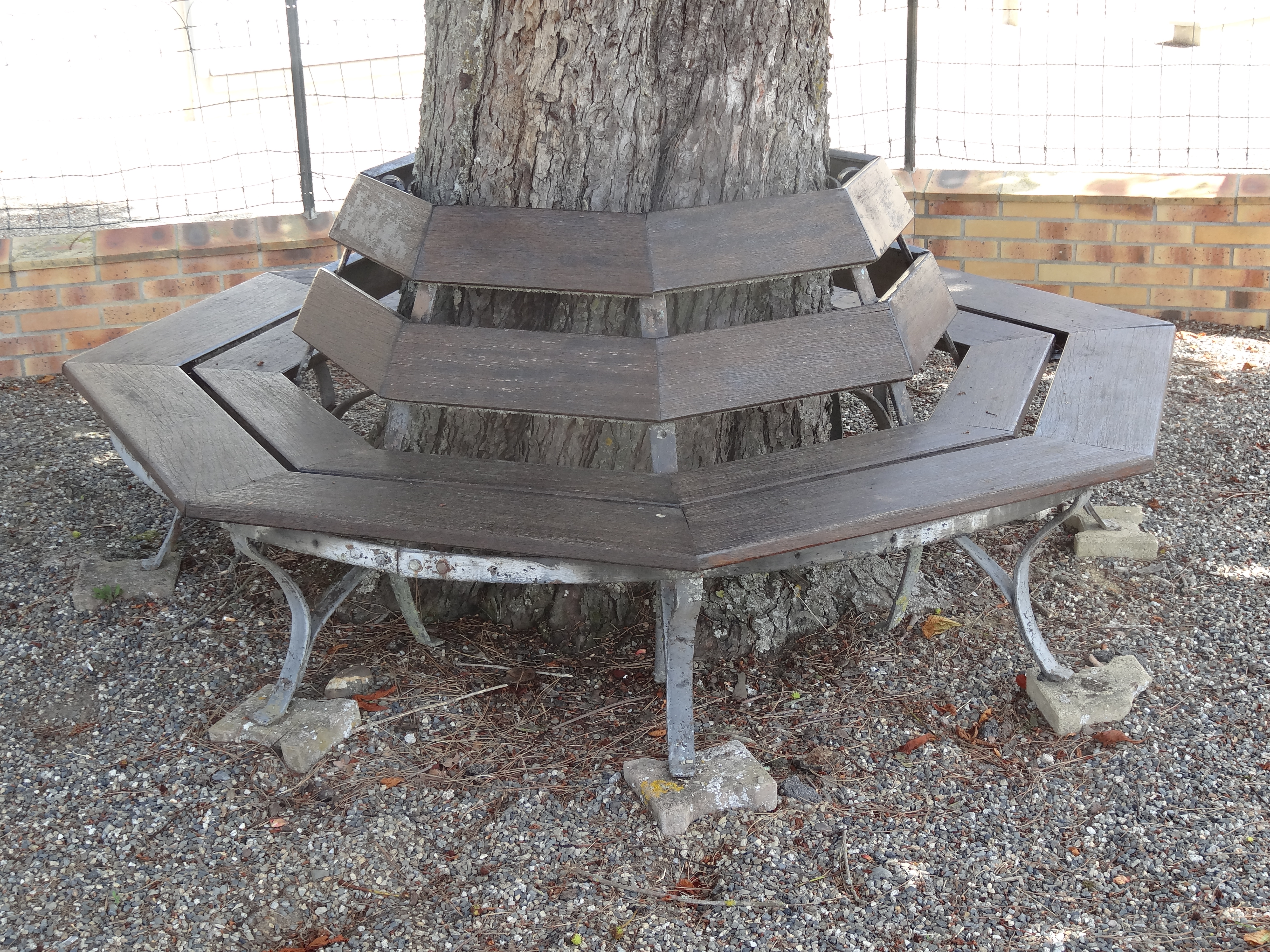
Banc entourant un arbre.
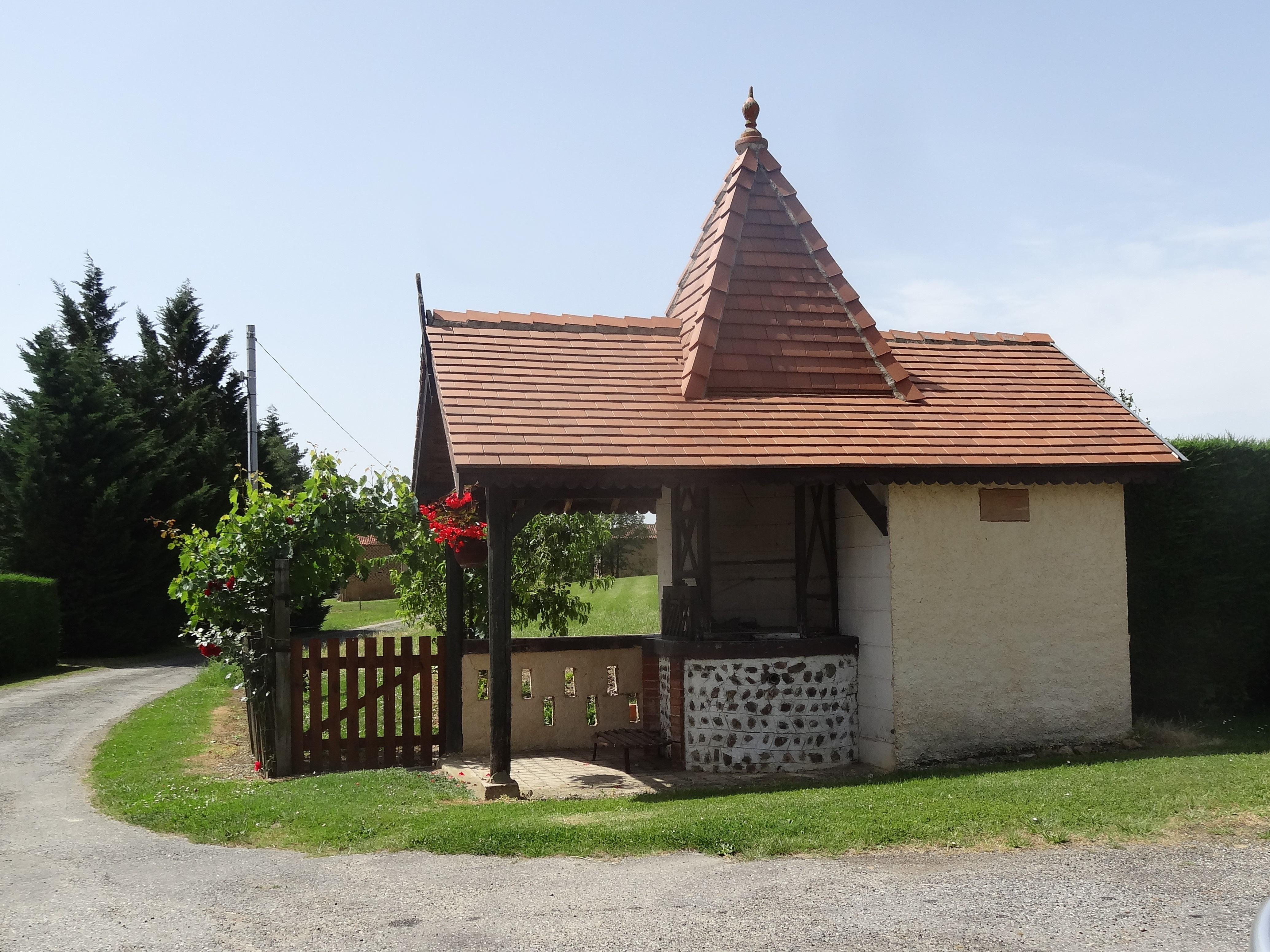
Curiosité.

### Héraldique

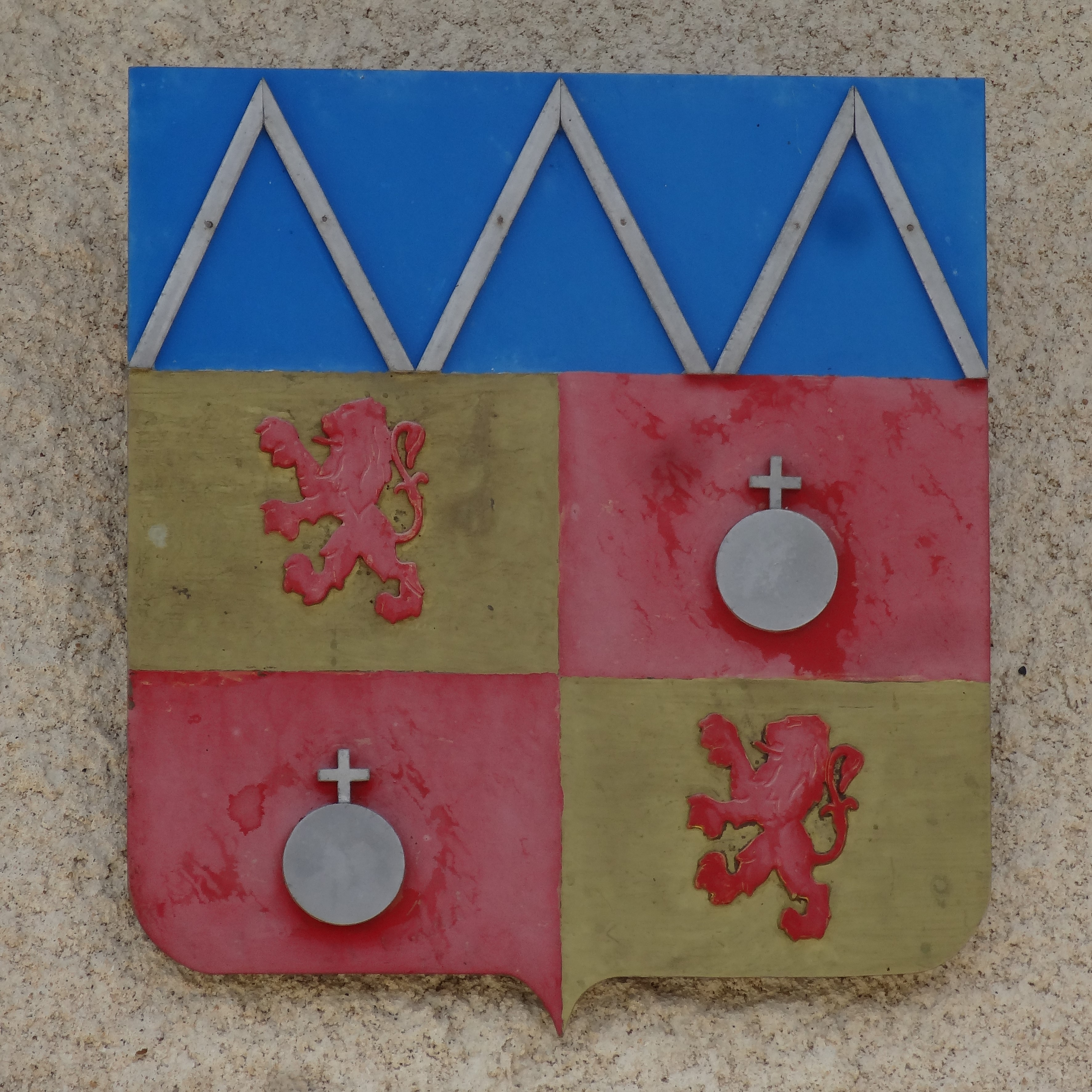
Blason photographié.